# Rosquilla de sidra

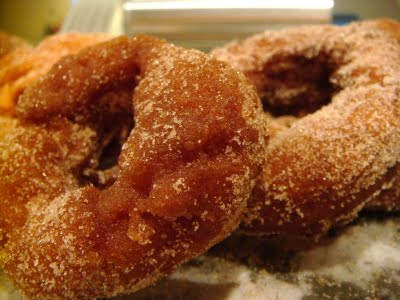
Rosquillas de sidra cubiertas con canela.

Las rosquillas de sidra (en inglés, cider doughnuts) son una tradición de la vendimia y la cosecha otoñal en el noreste de Estados Unidos que a veces se venden en sidrerías. A menudo se acompañan con sidra y pueden cubrirse con canela.
La temporada de rosquillas de sidra coincide con la cosecha de manzanas, que comienza en septiembre y se extiende hasta noviembre o diciembre. Según las guías culinarias, las rosquillas industriales "de todo el año" suelen sufrir por la escasez de sidra recién exprimida y es mejor comprarlas frescas en su temporada. Se venden en los supermercados desde agosto y también se han ofrecido como producto de temporada en Dunkin' Donuts.

## Historia
El dulce apareció a finales del siglo XIX; un artículo de 1901 en The Buffalo Enquirer menciona que se servían en las mesas de Halloween. Durante mucho tiempo se asociaron con la cosecha de otoño, cuando la matanza también aportaba un excedente de grasa para freír. Es probable que evolucionara con la invención de Adolphe Levitt en 1921 de una máquina para hacer donuts que permitía freír metódicamente círculos perfectos de masa. Los puestos callejeros de sidra la adoptaron rápidamente.

Las primeras rosquillas de sidra producidas industrialmente fueron lanzadas en 1951 por Doughnout Corporation of America.